# 郝佳露
郝佳露（1987年8月20日—），山西太原人，是一名中国女子击剑运动员。2016年她代表国家参加夏季奥林匹克运动会，最终获得女子团体重剑项目的银牌。她也参加了2014年亚洲运动会。